# Dolomiti Bus
Dolomiti Bus S.p.A., talvolta riportata anche come Dolomitibus, è un'azienda italiana, controllata da Autoguidovie, che opera il servizio di trasporto pubblico locale nella provincia di Belluno.

## Storia
L'azienda nacque intorno al 1914 con la fondazione della ditta Buzzatti, ridenominata nel 1956 come Buzzatti Giovanni e F.lli S.p.A., per la gestione di autoservizi nella provincia di Belluno. Nel 1982 assunse la denominazione di Dolomiti Bus, iniziando negli anni successivi ad incorporare numerose aziende di trasporto pubblico tra cui: Zasio S.r.l. (comuni della riva sinistra del Piave), SAAB F.lli Da Rolt S.r.l. (Alpago) e Automobilistica Cadore S.r.l. (Cadore, Comelico, Valle d'Ampezzo e Longaronese) nel 1984, Belluno Bus S.p.A. (gestore del trasporto urbano di Belluno) nel 1987, Conz S.r.l. (Seren del Grappa) nel 1989 e un ramo d'azienda di Andreella S.n.c. (Ponte nelle Alpi) nel 1995.
Il 15 aprile 1999 l'azienda aumentò il suo capitale sociale a 7.568.760.000 lire costituito da provincia (83,47%) e comune (16,53%) di Belluno. Contestualmente la società deteneva una partecipazione del 49% in Mobel S.r.l. (gestore dei parcheggi a pagamento di Belluno e della scala mobile tra il parcheggio di Lambioi e il centro storico) oltre che partecipazioni minori in Società Turismo Belluno e Nuovi Impianti Sportivi (NIS).
Nel 2000 è stato nuovamente aumentato il capitale sociale, a 6.266.173,50 euro, ed è iniziata una parziale privatizzazione dell'azienda con gara ad evidenza pubblica che ha premiato gli operatori Autoguidovie (26,07%) e Autolinee dell'Emilia (13,43%). Successivamente nel 2005 Autoguidovie ha acquistato la quota di Autolinee dell'Emilia, arrivando al 39,5%, e nel 2008 Transdev Italia (società del gruppo francese Transdev) ha acquistato la quota di Autoguidovie; nel 2011 Transdev Italia è stata trasferita interamente a RATP Dev (del gruppo francese RATP) mentre nel 2013 la provincia di Belluno ha acquisito la quota detenuta dal comune.
Tra il 2013 e il 2014 RATP Dev ha venduto per 6,2 milioni di euro le proprie quote in Dolomiti Bus all'imprenditore Federico Mattioli, che le ha ripartite anche attraverso due sue aziende (Veneta Bus e La Linea entrambe con una quota del 5% ciascuna). Successivamente Mattioli ha messo in vendita il 24,5% delle quote della società che, dopo un primo interessamento di ATV, sono state acquistate nuovamente da Autoguidovie. Nel 2021 è stato deliberato un ulteriore aumento del capitale sociale a 8.935.962,50 euro, che ha portato Autoguidovie in maggioranza (50,65%).

## Dati societari
L'azienda è controllata da Autoguidovie (50,65%), azienda privata di trasporto pubblico locale del gruppo Ranza, e annovera come soci anche la provincia di Belluno (42,35%) e Federico Mattioli (7%).
La sede centrale è a Belluno, in via Col da Ren, 18, dove si trova anche l'officina principale e la rimessa. Vi sono inoltre quattro agenzie presso: Belluno, Feltre, Agordo e Calalzo di Cadore. Storicamente l'azienda possedeva anche un deposito a Pedavena, ora venduto a privati.
In tutto l'azienda possiede 16 garages e 217 mezzi, che nel corso del 2008 hanno percorso 8 milioni di chilometri e trasportato 111 milioni di passeggeri.